# Dicaeum aeneum
Dicaeum aeneum là một loài chim trong họ Dicaeidae.